# 사가미 고무공업
사가미고무공업은 일본 굴지의 콘돔 전문 기업이다.
틀:Expand Japanese

## 제품 종류
- 폴리우레탄 콘돔
  - 사가미 오리지널001 (sagami original001)
  - 사가미 오리지널002 (sagami original002)
  - 사가미 오리지널002 L사이즈 (sagami original002 L size)
- 천연 고무 라텍스 콘돔
  - 사가미 엑스트림 타입E(sagami sx type E)
  - 사가미 엑스트림 러브미골드(sagami sx love me gold)
  - 사가미 엑스트림 롤라스탠다드(sagami sx rola standard)